# José Manuel Cabrera López
José Manuel Cabrera López (Puerto Real, Cádiz, 23 de junio de 2001) más conocido como Lanchi, es un futbolista español que juega como lateral derecho en la Cultural y Deportiva Leonesa de la Primera Federación.

## Trayectoria
Natural de Puerto Real, Cádiz, Lanchi es un jugador formado en la cantera del San Fernando C. D. donde estuvo en categoría alevín e infantil. Más tarde, ingresó en las categorías inferiores del Cádiz C. F. con el que jugó en el División de Honor juvenil. 
En julio de 2019, firma por el Villarreal C. F. y en la temporada 2019-20 forma parte del Villarreal C. F. "C" de la Tercera División de España. En la temporada 2020-21, juega en el Villarreal C. F. "B" en la Segunda División B de España. El 29 de noviembre de 2020, hace su debut con el Villarreal "B" en la categoría de bronce, en un encuentro frente al Valencia C. F. Mestalla.
El 11 de junio de 2022, el Villarreal "B" lograría el ascenso a la Segunda División de España, tras vencer en la final de la eliminatoria por el ascenso al Club Gimnàstic de Tarragona por dos goles a cero en el Estadio de Balaídos. Durante la temporada 2021-22, participaría en 11 partidos de liga.
El 1 de julio de 2022 fue cedido al San Fernando C. D. de la Primera Federación. Volvió al Villarreal "B" para la temporada 2023-24 en Segunda División. Al final de la temporada dejó el club groguet con intención de fichar libre por el Cádiz C. F., sin embargo no se produjo el fichaje y quedó sin jugar hasta enero de 2025, cuando se incorporó a la Cultural Leonesa de Primera Federación.

### Selección nacional
Lanchi es internacional con la Selección de fútbol sub-19 de España.

## Clubes
| Club                         | País   | Año       |
| ---------------------------- | ------ | --------- |
| Villarreal C. F. "C"         | España | 2019-2020 |
| Villarreal C. F. "B"         | España | 2020-2024 |
| San Fernando C. D. (cedido)  | España | 2022-2023 |
| Cultural y Deportiva Leonesa | España | 2025-act. |